# Мелячиха
Мелячиха — село в Україні, у Білопільській міській громаді Сумського району Сумської області. Населення становить 96 осіб. До 2018 орган місцевого самоврядування — Павлівська сільська рада.

## Географія
Село Петрівське розташоване на лівому березі річки Павлівка, вище за течією на відстані 2 км розташоване село Павлівка, нижче за течією за 3 км розташоване село Річки.

## Історія
Село постраждало внаслідок геноциду українського народу, проведеного урядом СССР 1923-1933 та 1946-1947 роках.
03 червня 2016 року село Петрівське перейменоване на село Мелячиха.
12 червня 2020 року, відповідно до розпорядження Кабінету Міністрів України № 723-р «Про визначення адміністративних центрів та затвердження територій територіальних громад Сумської області», село увійшло до складу Білопільської міської громади.
19 липня 2020 року, в результаті адміністративно-територіальної реформи та ліквідації Білопільського району, село увійшло до складу новоутвореного Сумського району.

## Економіка
- Молочно-товарна ферма.